# Die geheimnisvolle Insel (Roman)

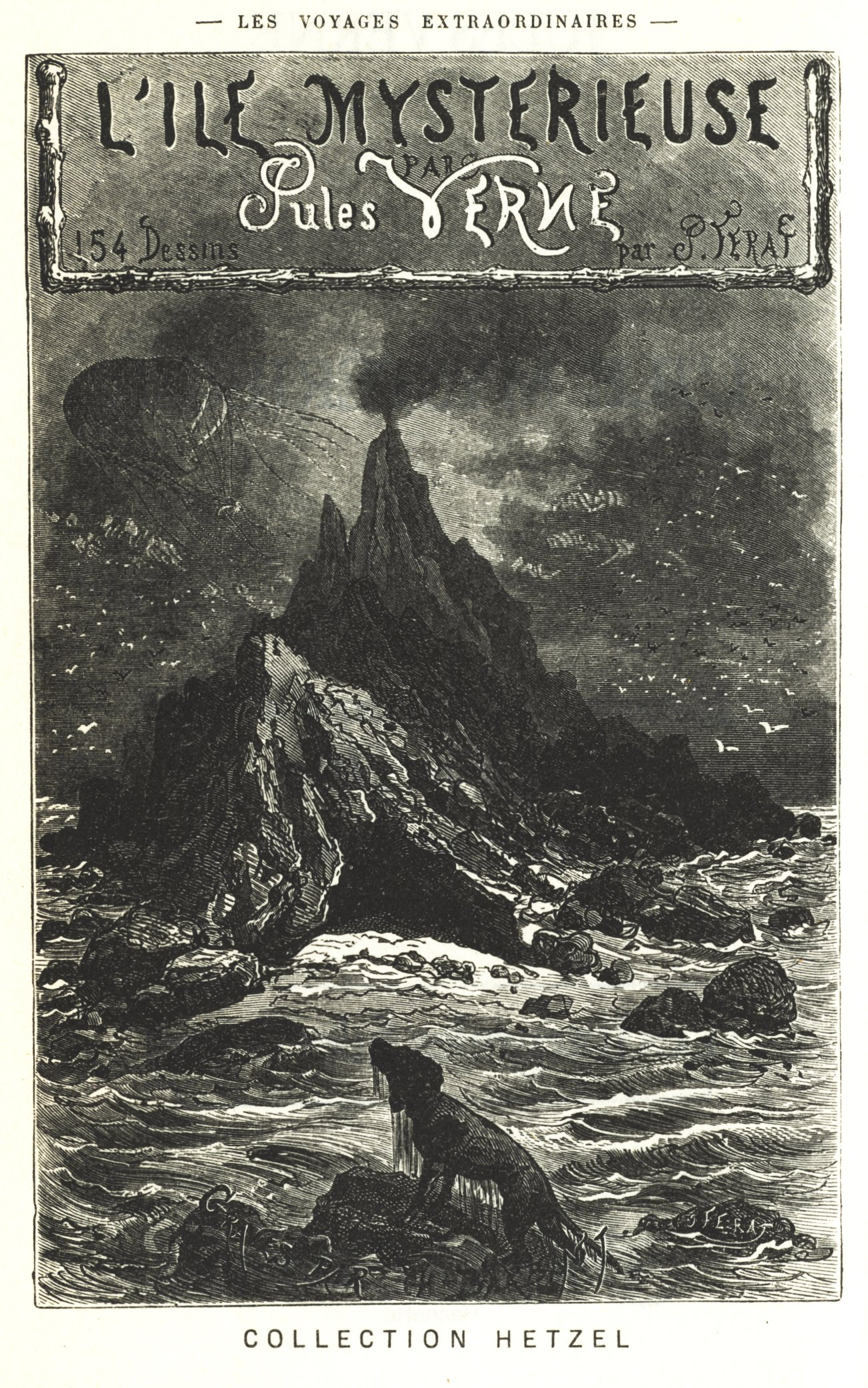
Titelillustration von Jules Férat aus der französischen Originalausgabe

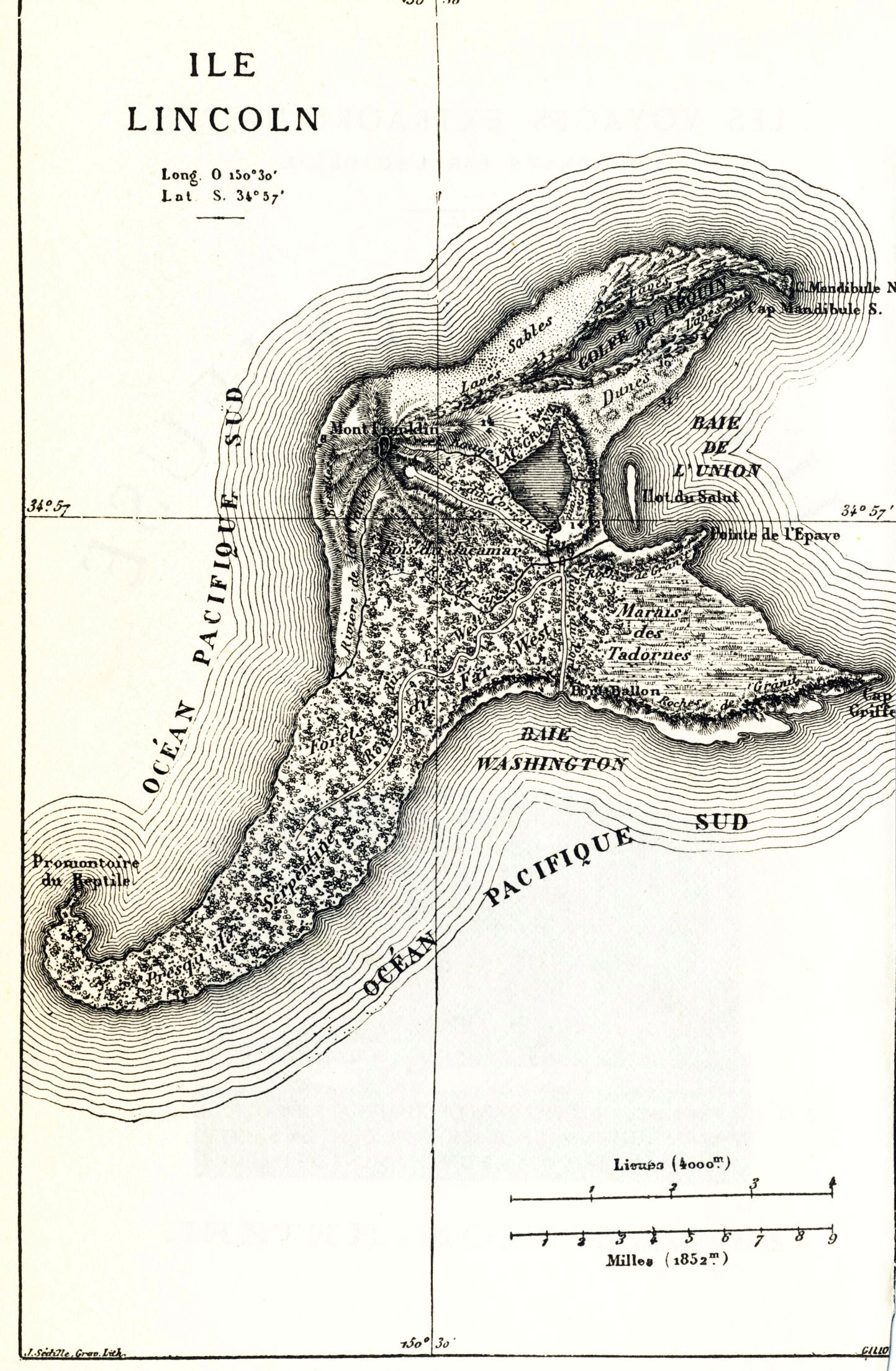
Karte der geheimnisvollen Insel. Illustration von Jules Férat aus der Originalausgabe von Hetzel

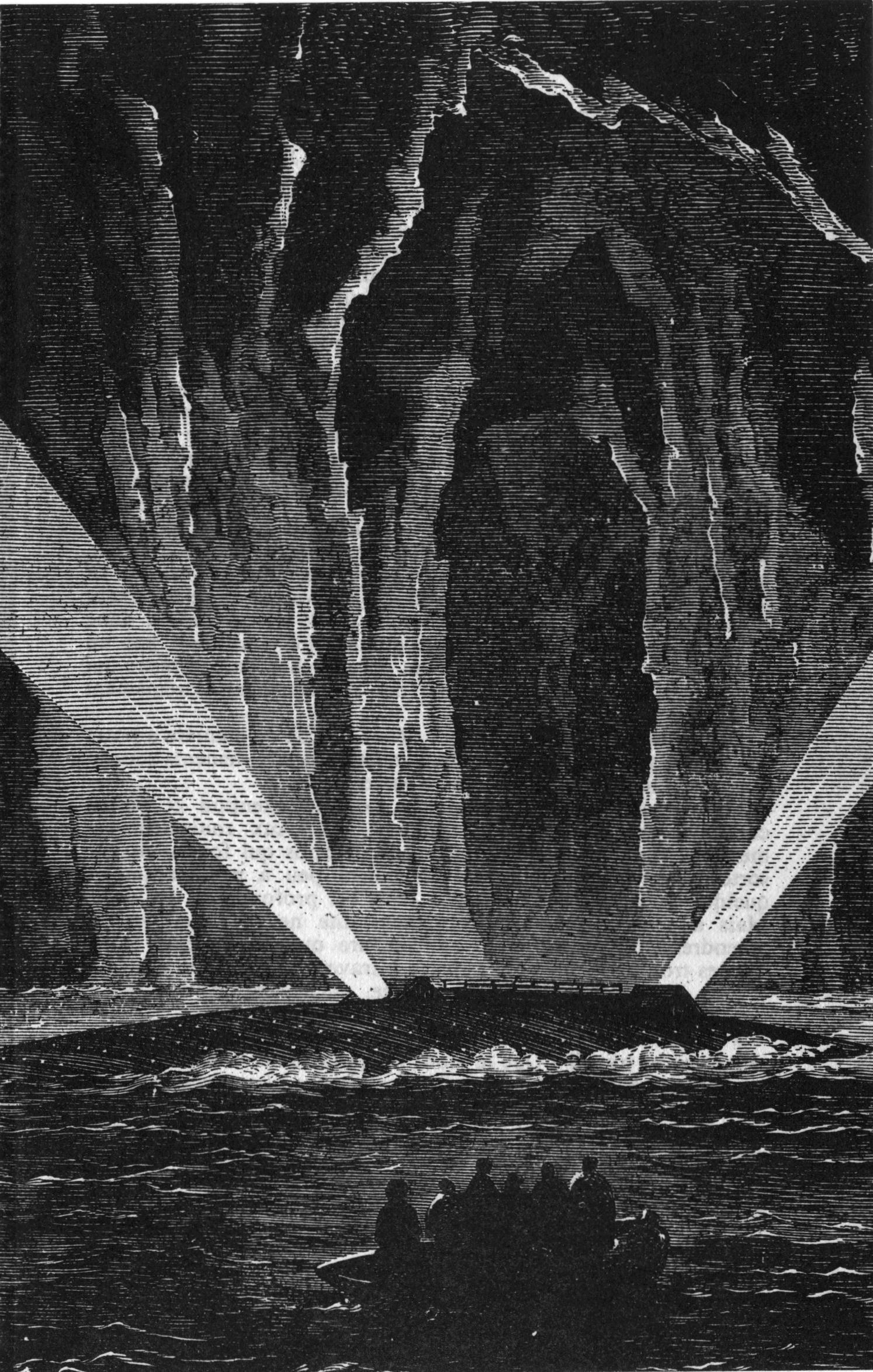
Die letzte Fahrt der Nautilus

Die geheimnisvolle Insel ist ein Roman des französischen Autors Jules Verne. Der Roman wurde erstmals 1874/75 von dem Verleger Pierre-Jules Hetzel unter dem französischen Titel L’Île mystérieuse in drei Bänden veröffentlicht. Der erste Band trägt den Untertitel Les Naufragés de l’Air (Die Schiffbrüchigen des Luftmeeres), der zweite Band L’Abandonné (Der Verlassene) und der dritte Le Secret de l’Ile (Das Geheimnis der Insel). Die erste deutschsprachige Ausgabe erschien 1875/76. Der Roman nimmt Bezug auf die zuvor erschienenen Jules-Verne-Werke 20.000 Meilen unter dem Meer und Die Kinder des Kapitän Grant.

## Handlung
Der Roman erzählt die Geschichte von fünf Menschen auf einer unbekannten Insel im Pazifik.
März 1865. Der Ingenieur Cyrus Smith, sein schwarzer Diener Nab, der Kriegsberichterstatter Gedeon Spilett, der Seemann Pencroff und dessen Pflegesohn Harbert sowie Smiths Hund Top fliehen in einer stürmischen Nacht kurz vor Ende des Amerikanischen Bürgerkriegs aus dem belagerten Richmond in Virginia in einem Freiballon. Der Orkan treibt sie jedoch weit über die Vereinigten Staaten hinaus. Völlig ohne Hilfsmittel wassern sie schließlich in der Nähe einer Insel im südlichen Pazifik. Da sie die Insel, der sie den Namen Insel Lincoln geben, nicht mehr verlassen können, richten sie sich dort ein und verschaffen sich vor allem mit Hilfe von Smiths wissenschaftlichen Kenntnissen alles, was sie zum Leben benötigen: eine sichere Unterkunft in einer Höhle, Lebensmittel, Kleidung und Waffen. Dabei kommt es in gefährlichen Situationen immer wieder zu unerklärlichen Ereignissen, die ihnen helfen. In ihrer Wohnhöhle befindet sich ein tiefer Schacht, in dessen Nähe der Hund Top stets unruhig wird. Der Ingenieur vermutet eine unterirdische Verbindung zum Meer, durch die ein Meeresungeheuer eindringt.
In einer gestrandeten Kiste finden die „Kolonisten“, wie sie sich nennen, Werkzeuge, Instrumente, Hausgeräte, Bücher und sonstige nützliche Dinge, darunter einen Sextanten, so dass der Ingenieur die genaue Position der Insel aufnehmen kann.
Die Kolonisten bauen sich ein kleines Schiff und umfahren die Insel. Dabei fischt Harbert eine Flaschenpost auf, die ein Schiffbrüchiger auf der Nachbarinsel Tabor ins Meer geworfen hat. Harbert, Pencroff und Spilett segeln nach Tabor, finden den verwahrlosten Schiffbrüchigen und bringen ihn auf die Insel Lincoln. Er nennt sich Ayrton und erzählt, dass er als entlarvter Freibeuter zwölf Jahre zuvor von Lord Glenarvan nach den Ereignissen um die Suche nach Kapitän Grant auf der Insel Tabor ausgesetzt worden sei. Von einer Flaschenpost weiß er allerdings nichts.
Als sich ein Schiff nähert, hoffen die Kolonisten schon auf Rettung, doch handelt es sich um ein Piratenschiff, dessen Kapitän die Insel als Schlupfwinkel einnehmen möchte. Dem Beschuss mit Kanonen haben die Kolonisten nichts entgegenzusetzen. Doch als die Lage aussichtslos scheint, explodiert das Piratenschiff aus ungeklärter Ursache.
Nach fast vier Jahren auf der Insel bekommen sie eine Botschaft, die sie zu einem unterseeischen Höhleneingang führt. Es stellt sich heraus, dass dort Kapitän Nemo in seinem Unterseeboot Nautilus lebt. Er ist der unbekannte Wohltäter, der immer wieder unerkannt ins Leben der Kolonisten eingegriffen hat. Er liegt im Sterben und erzählt ihnen, dass er in Indien als Prinz Dakkar, Sohn eines Rajahs des früher unabhängigen Territoriums Bundelkund und Neffe des indischen Helden Tippo-Saib, geboren wurde. Sein Vater schickte ihn schon im zehnten Lebensjahr nach Europa, um ihn eine möglichst gute Erziehung genießen zu lassen und später mit gleichen Waffen gegen die kämpfen zu können, die er als die Unterdrücker seines Landes betrachtete. Nemo hatte mit der Menschheit gebrochen, doch die Kameradschaft der Kolonisten hat ihm das Vertrauen in die Menschheit zurückgegeben. Er war in dem Schacht emporgeklettert und hatte ihre Gespräche mitangehört – was den Hund unruhig machte. Direkt vor seinem Tod warnt Nemo den Ingenieur noch vor einem unmittelbar bevorstehenden Vulkanausbruch, der die Insel zerstören wird. Nach Nemos Tod lassen die Kolonisten, seinem Wunsch gemäß, seinen Leichnam in der Nautilus auf den Meeresgrund sinken. Dann machen sie sich daran, ein größeres Schiff zu bauen, um der Insel vor dem Vulkanausbruch zu entkommen, was sie jedoch nicht schaffen – schon zuvor dringt Meerwasser in den Vulkanschlot ein, und die Insel wird bis auf eine kleine kahle Klippe vollständig vernichtet, auf der sie schließlich auf Rettung hoffen. Da erscheint die Dampfyacht Duncan, die von Robert, dem Sohn des Kapitäns Grant, geführt wird. Robert wollte nach zwölf Jahren das Versprechen Lord Glenarvans einlösen, Ayrton nach einer angemessenen Frist der Läuterung wieder von der Insel Tabor zu holen. Dort fand er jedoch nur eine Botschaft mit den Koordinaten der ihm unbekannten Insel Lincoln – offenbar von Nemo dort hinterlegt.
Zurück in den Vereinigten Staaten bauen sich die Kolonisten in Iowa mit von Nemo geschenktem Geld ihr eigenes Reich auf, in dem sie weiterhin zusammenleben.
Die Handlung wurde durch Schiffsunglücke auf den seinerzeit falsch auf den Seekarten vermerkten und deshalb gefährlichen Aucklandinseln inspiriert.

## Stil
Die geheimnisvolle Insel ist einer der bekannteren Romane Jules Vernes. Das Buch kann als Fortsetzung seiner Romane 20.000 Meilen unter dem Meer und Die Kinder des Kapitän Grant gesehen werden, wobei es allerdings einige logische Ungereimtheiten gibt. So spielt die Handlung unmittelbar nach dem Amerikanischen Bürgerkrieg, lange vor den Ereignissen in 20.000 Meilen unter dem Meer und Die Kinder des Kapitän Grant. (Insbesondere stirbt Kapitän Nemo laut der Zeitrechnung in der Geheimnisvollen Insel im Jahre 1867, zwei Jahre bevor er in 20.000 Meilen unter dem Meer seine Weltreise unternimmt.)
Ursprünglich als Fortsetzungsroman veröffentlicht, besteht die Geschichte aus einer Aneinanderreihung verschiedener kleinerer Abenteuer, manche über mehrere Kapitel ausgesponnen (wie das Gefecht mit Ayrtons Piraten), manche nur ein Kapitel lang (wie die Entdeckung einer Tabakpflanze oder der Versuch, Zucker herzustellen). Durch die Geschichten läuft ein langsam anschwellender Spannungsbogen: Die Luftschiffbrüchigen sind nicht alleine auf der Insel. Erst im letzten Teil der Geschichte offenbart sich Kapitän Nemo. Dies beendet nicht die Geschichte, sondern führt direkt zum letzten Abenteuer: Der sterbende Kapitän offenbart dem Ingenieur Smith, dass der Vulkan auf der Insel ausbrechen und die Insel vernichten wird. Das Buch endet mit einem Rennen gegen die Zeit, einem Schiffbrüchigendrama und einer Rettung in letzter Minute durch Lord Glenarvan aus Die Kinder des Kapitän Grant.

## Adaptionen

### Verfilmungen
- 1916 wurde das Buch kombiniert mit seinem Vorgänger 20.000 Meilen unter dem Meer von Stuart Paton als 20,000 Leagues under the Sea verfilmt, wobei erstmals in einem Spielfilm Unterwasseraufnahmen verwendet wurden.
- Im Jahr 1921 erschien der deutsche Film Die Insel der Verschollenen (Regie und Produktion: Urban Gad), der zu einem großen Teil auf dem Roman Der Doktor Lerne (Le Docteur Lerne, 1909) von Maurice Renard beruht.
- Die US-amerikanische Version The Mysterious Island (1929) von Lucien Hubbard, Maurice Tourneur und Benjamin Christensen folgte einem nicht von Jules Verne stammenden Plot.
- In der Sowjetunion entstand 1941 erstmals eine der Literaturvorlage wirklich folgende Verfilmung als Tainstwennyi Ostrow (Die geheimnisvolle Insel) von Eduard A. Penzlin.[2]
- 1951 erschien das britische Serial The Mysterious Island von Spencer Gordon Bennett.[3]
- Die geheimnisvolle Insel wurde erneut 1961 mit Herbert Lom in der Rolle des Kapitän Nemo verfilmt.
- Im Jahr 1962 wurde in Frankreich L’ile mysterieuse von Pierre Badel erstmals gezeigt.[4]
- Ebenfalls in Frankreich und mit dem Titel L’ile mysterieuse erschien ein Film von Claude Santelli.[5]
- 1972 entstand ein mehrteiliger Fernsehfilm mit Omar Sharif als Kapitän Nemo; in Deutschland erschien diese Verfilmung 1973 als sechsteilige Fernsehserie mit einer Laufzeit von 313,68 min. Die Kinoversion unter dem Titel Herrscher einer versunkenen Welt wurde ein Jahr später gedreht und szenenmäßig komplett umgestellt.
- Im Film Mysterious Planet aus dem Jahre 1982 wurde der Stoff futuristisch alteriert und die Handlung in den Weltraum versetzt.
- Mehrere Folgen der Animeserie Nadia: The Secret of Blue Water aus dem Jahr 1990 sind eine direkte Adaption des Romans (Folgen 23 bis 31)
- In den Jahren 1994 und 1995 wurde eine gleichnamige Fernsehserie produziert, die 22 Episoden umfasst.
- 2005 entstand eine weitere Fernsehverfilmung mit Patrick Stewart als Nemo.
- 2010 wurde der Stoff von Mark Sheppard mit Gina Holden, Lochlyn Munro, Pruitt Taylor Vince in den Hauptrollen verfilmt.
- 2012 wurde mit Die Reise zur geheimnisvollen Insel ein weiterer Film produziert, der auf Motiven der literarischen Vorlage basiert.

### Comic
Die Geschichte wurde als Comic in der Pionierzeitung Trommel (DDR) von Ausgabe 20–39 im Jahr 1980 veröffentlicht (ein zweites Mal im Jahr 1987). Die Zeichnungen hatte der Ungar Balázs Feyér angefertigt.

### Hörspiele
- PEG (1976)
  - Regie: Peter Folken, Bearbeitung: Hans Paulisch
  - Sprecher: Walter Vits-Mühlen (Kapitän Nemo), Herbert Ecker (Cyrus Smith), Arnold Richter (Gideon Spilett), Reinhart von Stolzmann (Harbert), Toni Slama (Nab), Claus Berlinghof (Pencroff)
- Europa (1977)
  - Regie  Heikedine Körting (Hrsg.), Bearbeitung: H.G. Francis
  - Sprecher: Horst Frank (Kapitän Nemo), Gerd Martienzen (Cyrus Smith), Gernot Endemann (Gideon Spilett), Michael Borgmann (Harbert), Joachim Grützner (Nab), Reiner Brönneke (Pencroff), Hans Paetsch (Erzähler)
- Fontana (1977)
  - Regie und Bearbeitung: Kurt Vethake
  - Sprecher: Hans Eberhard (Kapitän Nemo), Eberhard Krug  (Cyrus Smith), Peter Schiff (Gideon Spilett), Santiago Ziesmer (Harbert), Hans Schwarz Jr. (Nab), Klaus Jepsen (Pencroff), Heinz Rabe (Cliff Ayrton), Karl Heinrich (Soldat)
- Maritim (1978)
  - Regie: Toyo Tanaka, Bearbeitung: Joachim von Ulmann
  - Sprecher: Franz-Josef Steffens (Kapitän Nemo), Rolf Mamero (Cyrus Smith), Henry König (Gideon Spilett), Heidi Schaffrath (Varena), Michael von Rospatt (Nab), Rolf Jahncke (Pencroff), Douglas Welbat (Cliff Ayrton) Günther Kieslich (Herbert Brown)
- Holy Klassiker (2023)
  - Regie: Dirk Jürgensen, Bearbeitung: Stefan Senf
  - Sprecher: Jan Spitzer (Kapitän Nemo), Uli Krohm (Cyrus Smith), Bodo Wolf (Gideon Spilett), Tom Raczko (Herbert), Charles Rettinghaus (Nab), Thomas Balou Martin (Pencroff), Stefan Senf (Cliff Ayrton), Tim Knauer (Soldat), Florian Hoffmann (Kapitän Mangles), Moira May (Mary)

### Hörbücher
- 2009: Jules Verne: Die geheimnisvolle Insel (Audible exklusiv, gelesen von Reinhard Kuhnert)
- 2019 (Audible): Jules Verne: Die geheimnisvolle Insel, Karlheinz Gabor Audiobooks (Hörbuch-Download, gelesen von Karlheinz Gabor)

### Sonstiges
Das 1993 erschienene Computerspiel Myst basiert auf einzelnen Elementen des Romans. Sowohl der Name als auch die Atmosphäre des Spiels sind vom Buch abgeleitet.
Das 2004 erschienene Spiel Return to Mysterious Island sowie der 2009 erschienene Nachfolger, Return to Mysterious Island 2, basieren stark auf dem Roman von Jules Verne, unter anderem kommen die Nautilus und Kapitän Nemo vor.
Rick Riordan, der Autor der Percy-Jackson-Buchreihe, schrieb 2021 mit Tochter der Tiefe eine Fortsetzung, in der die Ereignisse aus "20.000 Meilen" und der "Die geheimnisvolle Insel" als leicht verfälschte Tatsachenberichte dargestellt werden und Nemos Nachfahrin sich mit ihrer Schulklasse auf die Suche nach der Nautilus und Lincoln Island begibt.

### Ausgaben
- Jules Verne: Die geheimnisvolle Insel. Nach einer bearbeiteten und leicht gekürzten alten Übersetzung. Illustriert von Horst Bartsch und Hille Blumfeldt. Herausgegeben im Verlag Neues Leben Berlin, 1979
- Jules Verne: Die geheimnisvolle Insel (Originaltitel: L’île mystérieuse). Nach einer älteren Übersetzung bearbeitet von Waldtraut Henschel-Villaret. Mit sämtlichen Illustrationen der Originalausgabe von P. Ferat. Deutscher Bücherbund, Stuttgart und München 1989, 611 S. (Sonderausgabe mit dem Prachteinband der klassischen Hartleben-Ausgabe. Sie ist eine vollständige und die am besten übersetzte und ausgestattete deutsche Ausgabe des Romans.)

### Sekundärliteratur
- Daniel Compère: Les déclinaisons de Robinson Crusoé dans L’Île mystérieuse de Jules Verne. In: Études françaises 35:1, 1999, S. 43–53.
- Lionel Dupuy: Une métaphore de la démarche géographique et de l’histoire du XIXe siècle: L’Île Mystérieuse de Jules Verne (1874–75). In: Cybergeo: European Journal of Geography (Online-Journal), 18. Oktober 2011.
- Christiane Mortelier: La source immédiate de L’île Mystérieuse de Jules Verne. In: Revue d’Histoire littéraire de la France 97:4, 1997, S. 589–598.
- Jacques Noiray: L’archaïque dans L’île mystérieuse. In: Yves Vadé (Hrsg.): Le retour de l’archaïsme. Presses universitaires de Bordeaux, Bordeaux 1996, S. 55–70.
- Michel Picard: Le trésor de Nemo: L’Île Mystérieuse et l’idéologie. In: Littérature 16, 1974, S. 88–101.
- Inga Pohlmann: L’île mystérieuse (1874/75) von Verne. In: Inga Pohlmann: Robinsons Erben. Zum Paradigmenwechsel in der französischen Robinsonade. Hartung-Gorre, Konstanz 1991, S. 116–130.
- May Spangler: L’Utopie post-coloniale de L’île mystérieuse. In: Francofonia, 44, 2003, S. 77–98.